# Harry Jackson (MacGyver)
Pour les articles homonymes, voir Jackson et Harry Jackson (homonymie).
Harry Jackson est un personnage de fiction dans la série télévisée MacGyver incarné par  John Anderson. Il apparaît dans cinq épisodes. Harry est le grand-père de Angus MacGyver. Il est fermier et vit dans les zones rurales du Minnesota. Il appelle MacGyver "Fiston".
Harry est devenu le "père adoptif" de MacGyver après que sa grand-mère et que son père se tuent dans un accident de voiture quand il avait neuf ans. Mais sept ans plus tard, Harry quitta MacGyver pour aller travailler en Alaska. Il enverra de l'argent à lui et à sa mère. À cette époque, MacGyver et Harry ont perdu le contact, mais au début de la première saison, MacGyver et Harry se réunissent à nouveau après dix-huit ans sans contact dans l'épisode La Cible. Harry meurt d'une crise cardiaque dans l'épisode la cinquième saison intitulé "Voyage au royaume des ombres".

## Épisodes
- 1.09 La cible (Target MacGyver)
- 2.11 La fondation Phœnix (Phoenix under siege)
- 2.20 Les copains (Friends)
- 5.21 Voyage au royaume des ombres (Passages)
- 6.07 Le testament de Harry (Harry's will)

Même s'il n'apparaissant pas dans tous les épisodes, le grand-père de MacGyver était très connu avant sa première apparition. MacGyver le citait régulièrement en voix-off en commençant ses phrases par « Comme mon grand-père dit toujours, ... »